# Barata-australiana

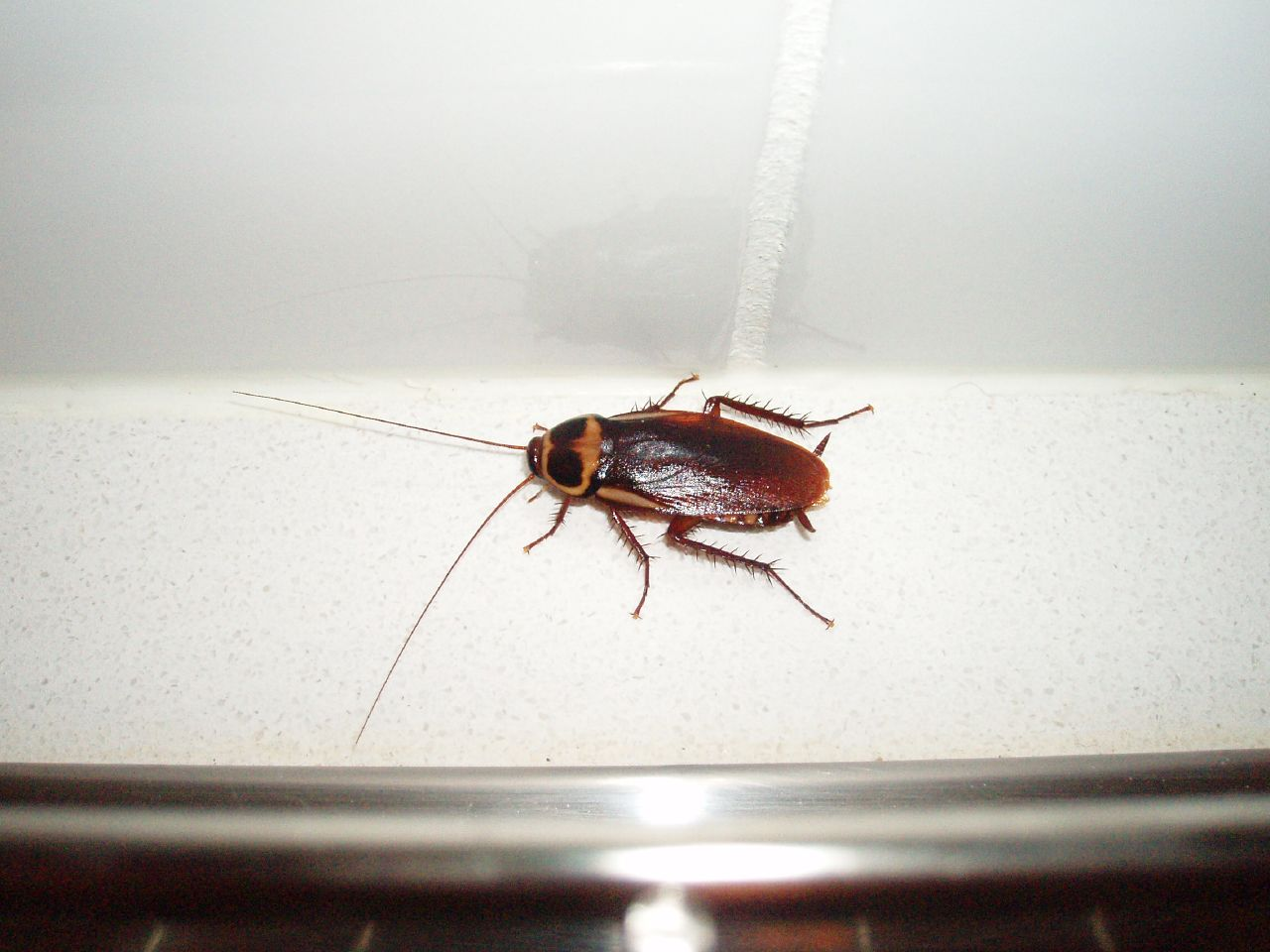
A periplaneta australasiae dentro de uma casa na Austrália.

A barata-australiana (Periplaneta australasiae) é uma espécie de barata de cor marrom, dotada de asas e de aspecto semelhante a barata americana, tanto que elas são facilmente confundidas. Contudo, a australiana é menor que a barata americana (medindo em média 3,5 cm), tem uma margem amarela no tórax e listras amarelas nos lados das bases das asas.

## Habitat
Apesar de seu nome, a barata-australiana provavelmente tem origem na África e é bem comum no sul dos Estados Unidos e em regiões de clima tropical, podendo ser encontrada em diversos lugares do mundo, para onde acaba acidentalmente transportada em traslados comerciais, geralmente de alimentos. A barata-australiana é frequentemente encontrada entre cachos de banana importados, estufas e outras fontes de calor (artificial ou não). Em virtude da movimentação de alimentos importados nos portos americanos, as regiões e estados costeiros são os que possuem as maiores populações de baratas-australianas em todo o país, fato que se mostra mais evidente na Flórida e na Califórnia (onde vivem no perímetro de edifícios e são uma das espécies mais comuns de baratas).
A barata-australiana, até pelo fato de ser um invertebrado de hábitos noturnos, prefere climas mais quentes e não é tolerante ao frio, a menos que esteja vivendo em lugares fechados. Geralmente não encontra problemas para se adaptar a condições úmidas e consegue tolerar condições de seca moderada.
A barata pode entrar em lugares fechados, como casas e estabelecimentos comerciais, para procurar alimento ou para viver. Porém, em dias quentes a tendência é que fique ao aberto e só entre em lugares fechados para procurar comida.

## Comportamento
Quando ameaçada ou em perigo, a barata-australiana foge se arremessando em algum buraco, isso ocorre frequentemente quando alguém entra no cômodo em que a barata está. Como a maioria dos integrantes de sua família, a barata-australiana consegue entrar em buracos relativamente pequenos (apesar de seu tamanho não ser favorável). Instintivamente ela opta por estes buracos por se assemelharem com os buracos das árvores, que são o seu esconderijo natural. É conhecida por ser muito ágil, e tem asas que a ajudam a ser uma boa voadora. Curiosamente, quando é encontrada em casas, esta barata tem o hábito de comer roupas e capas de livros.
A barata-australiana tem uma preferência por comer plantas bastante incomum na família a qual pertence, mas pode se alimentar de uma grande variedade de matéria orgânica e em decomposição. Como a maioria das baratas, ela é uma decompositora.
Estes insetos desenvolvem uma metamorfose interna. Os ovos são criados na ooteca (ou saco de ovos), que são presos pelo fim do abdômen da fêmea.
O ciclo de vida da barata-australiana é de aproximadamente 6 meses (apenas as fêmeas). A ooteca leva pelo menos 40 dias para chocar. Existem 24 ovos por cápsula de ovos, 16 em cada chocada. Cada fêmea produz de 20 a 30 ootecas.
Ao passo de que a barata-australiana pode ser encontrada fora de lugares fechados e tem uma incomum preferência alimentar por plantas, aplicações de inseticidas em plantações, pilhas de madeira e palha são bastante usadas para evitar eventuais infestações. Os aerossóis de barreira residual provaram ser bons para afastar as baratas-australianas de casas e zonas residenciais.